# Cheilolejeunea occlusa
Cheilolejeunea occlusa là một loài Rêu trong họ Lejeuneaceae. Loài này được (Herzog) T. Kodama & N. Kitag. mô tả khoa học đầu tiên năm 1974.